# کالین مارتین
کالین مارتین (انگلیسی: Collin Martin؛ زادهٔ ۹ نوامبر ۱۹۹۴) بازیکن فوتبال اهل ایالات متحده آمریکا است.
از باشگاه‌هایی که در آن بازی کرده‌است می‌توان به باشگاه فوتبال دی‌سی یونایتد اشاره کرد. وی همچنین در تیم ملی فوتبال زیر بیست سال ایالات متحده بازی کرده‌است.
او تنها مرد غیربازنشسته آشکارا همجنسگرا است که در فوتبال حرفه‌ای آمریکا بازی می‌کند.